# Jaroslava Šiktancová
Jaroslava Šiktancová (* 1954 Praha) je česká herečka, režisérka a disidentka, signatářka Charty77.

## Život
Studovala režii na DAMU, ve 4. ročníku byla vyloučena po podepsání Charty 77. Po podepsání charty pracovala jako brigádnice, např. jako uklízečka v kině, v Jedličkově ústavu, průvodkyně, zahradnice. Tajně se podílela, jak uvádí ve svém životopise na DAMU, na Hamletovi s režisérem Macháčkem v Národním divadle.
Vyučuje na DAMU režijní a hereckou tvorbu. Působí jako vedoucí ročníku herectví, režie a dramaturgie.
Od roku 1990 režírovala inscenace v Západočeském divadle v Chebu, Divadle F. X. Šaldy v Liberci. Dále v několika divadlech v Praze, např. s divadlem Kašpar. Jako výjimečné byl její režie představení inscenované v prostoru Pražské křižovatky v kostele sv. Anny. Byl to společný projekt Divadla na Vinohradech a Symfonického orchestru hlavního města Prahy FOK a BodyVoiceBandu. Spolupracuje se souborem VŠE Gaudeamus.